# Curripaco jezik
Curripaco jezik (curipaco, kuripaco, kurripaco, koripako, waquenia, karrupaku; ISO 639-3: kpc), indijanski jezik kojim govori oko 12 540 Curripaco Indijanaca u Kolumbiji, Brazilu i Venezueli, osobito uz rijeke Guainía, Içana i Inírida. Sličan je jeziku baniwa [bwi] s kojim pripada unutrašnjoj sjevernoaravačkoj podskupini aravačkih jezika.
Postoji više dijalekata kojima govore pojedine plemenske skupine: ipeka-tapuia, korripako (karupaka), unhun (cadauapuritana, enhen), waliperi (veliperi). Pripadnici plemena Ipeka-Tapuia iz Brazila govore dijalektom koji je svojevremeno bio priznat posebnim jezikom ipeka-tapuia, njegov je identifikator bio [paj], a iz upotrebe je povučen 2008.

## Vanjske poveznice
- Curripaco (14th)
- Curripaco (15th)